# Храмов, Сергей Николаевич
Сергей Николаевич Храмов (28 июня 1978 года) — российский самбист, чемпион России и мира по боевому самбо, мастер спорта России международного класса, боец смешанных единоборств.

## Спортивные результаты
- Чемпионат России по боевому самбо 2009 года — .